# Ring Out, Solstice Bells (EP)
Ring Out, Solstice Bells es un EP lanzado en 1976 por el grupo de rock progresivo Jethro Tull en conmemoración del solsticio de invierno.
Es complementario del álbum Songs from the Wood (1977) y dos de sus canciones, "Pan Dance" y "March, the Mad Scientist" no aparecieron en éste.
Destaca especialmente la bella pieza instrumental orquestal "Pan Dance", con arreglos orquestales de David Palmer y el villancico "Ring Out, Solstice Bells", con una soberbia interpretación vocal a dúo, a cargo de Ian Anderson y John Glascock .

## Lista de temas
| #  | Título                     | Autor          | Interpretaciones | Año                               |
| -- | -------------------------- | -------------- | ---------------- | --------------------------------- |
| 1. | "Ring Out, Solstice Bells" | (Ian Anderson) |                  | 1976                              |
| 2. | "March, the Mad Scientist" | (Ian Anderson) |                  | 1974: grabación 1976: lanzamiento |
| 3. | "Christmas Song"           | (Ian Anderson) |                  |                                   |
| 4. | "Pan Dance"                | (Ian Anderson) |                  | 1976                              |